# Réservoir Morrow Point
Le réservoir Morrow Point (en anglais : Morrow Point Reservoir) est un lac de barrage américain dans les comtés de Gunnison et Montrose, au Colorado. Situé à 2 180 mètres d'altitude sur le cours de la Gunnison, en aval du réservoir Blue Mesa et en amont du réservoir Crystal, et surplombé par l'aiguille Curecanti, il a été créé par le barrage Morrow Point. Il est protégé au sein de la Curecanti National Recreation Area.